# Sandkaulpark

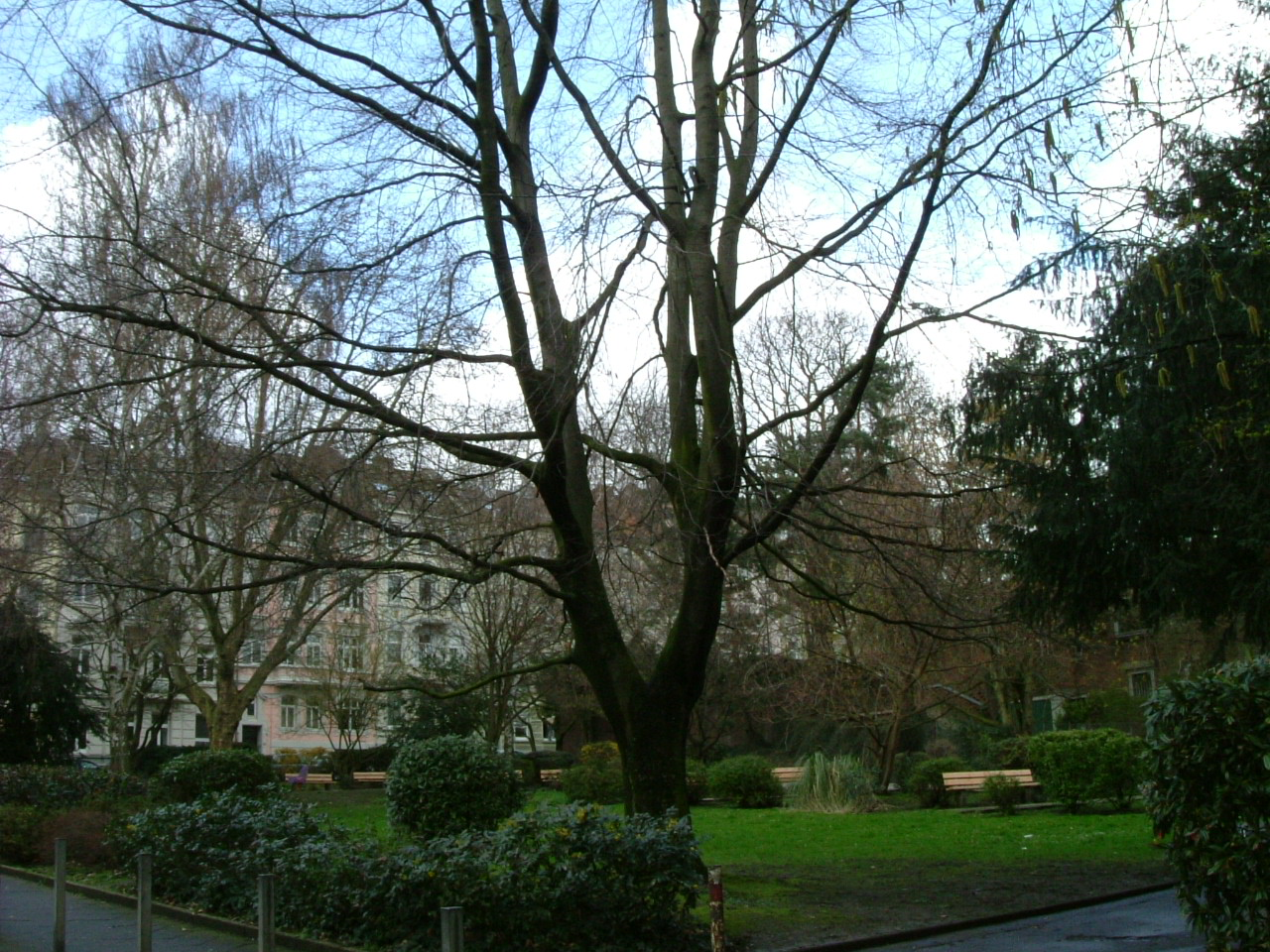
Teil des Sandkaulparkes; Blickrichtung Rochusstrasse.

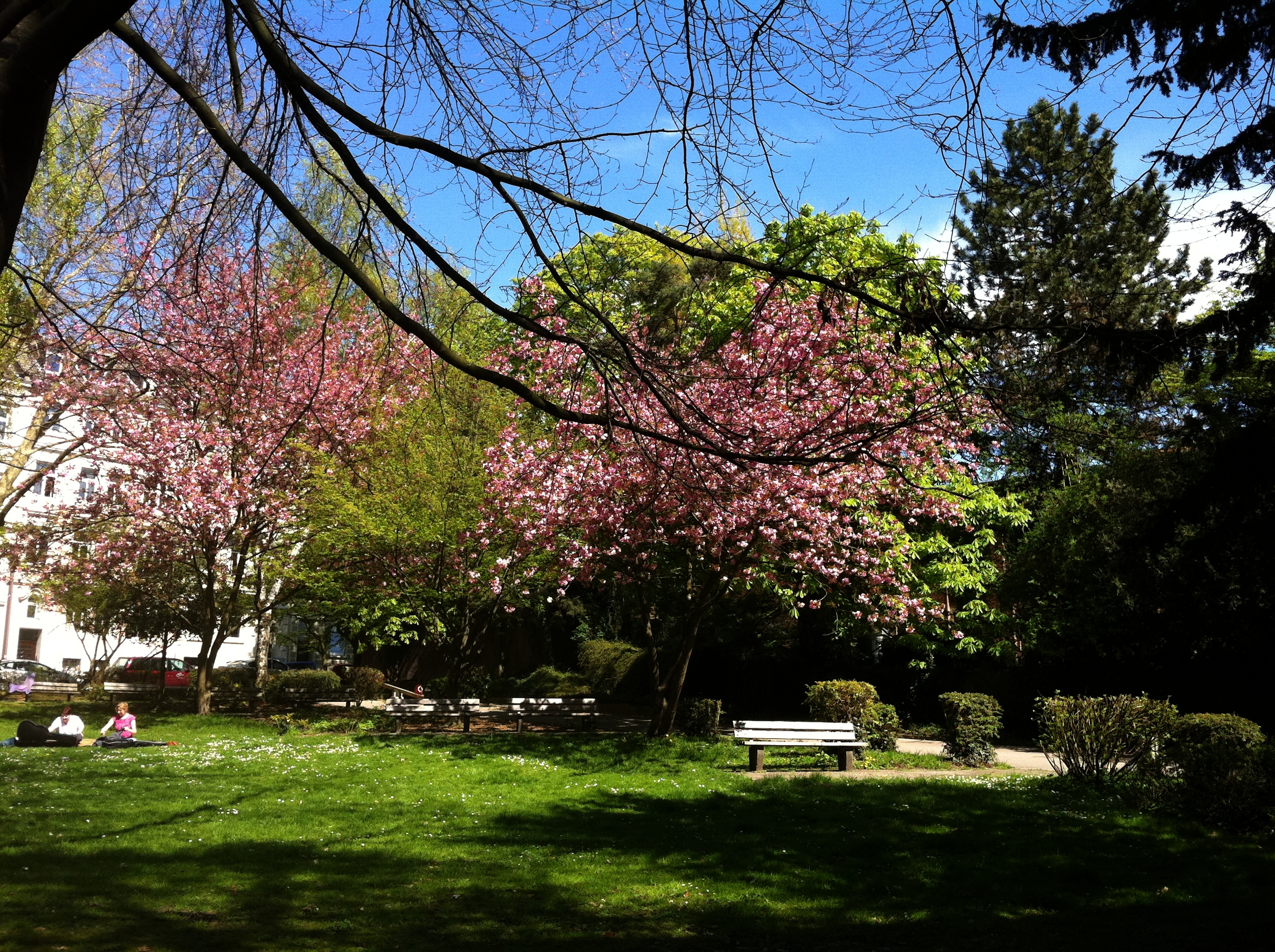
Sandkaulpark im Frühling

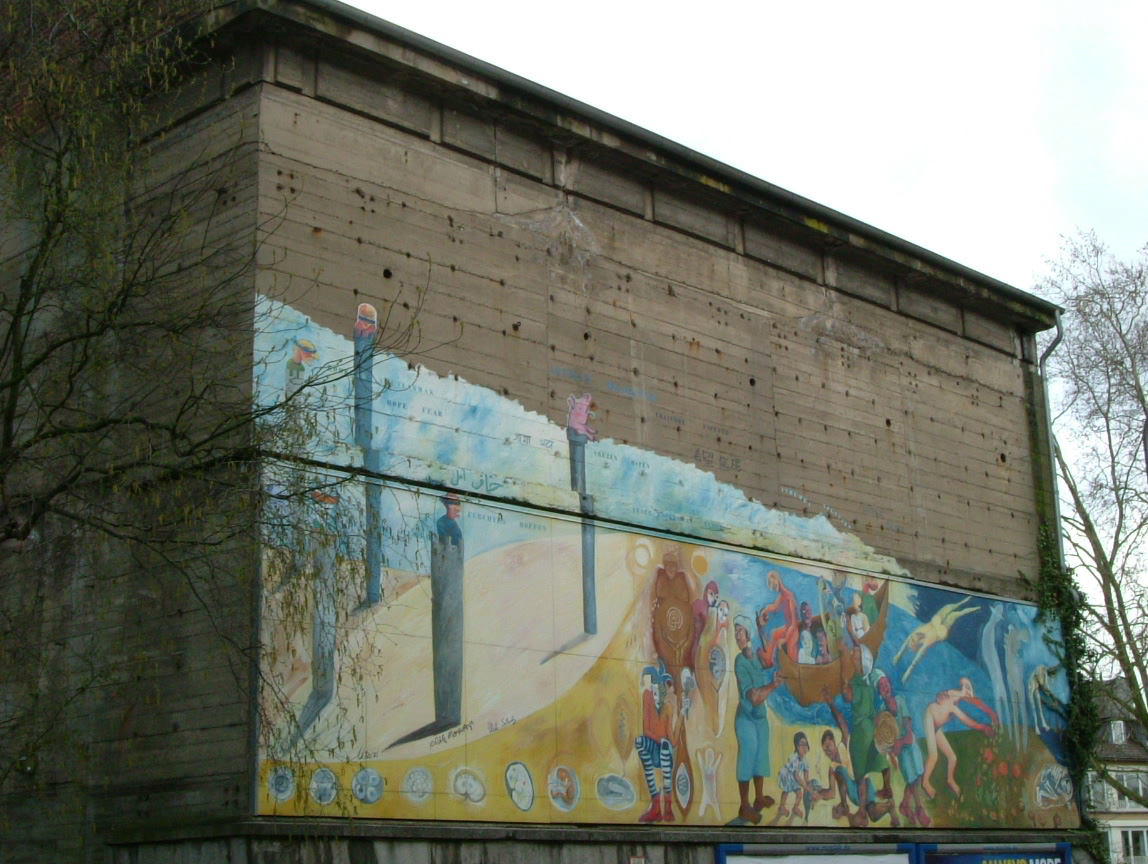
Ehemaliger Hochbunker

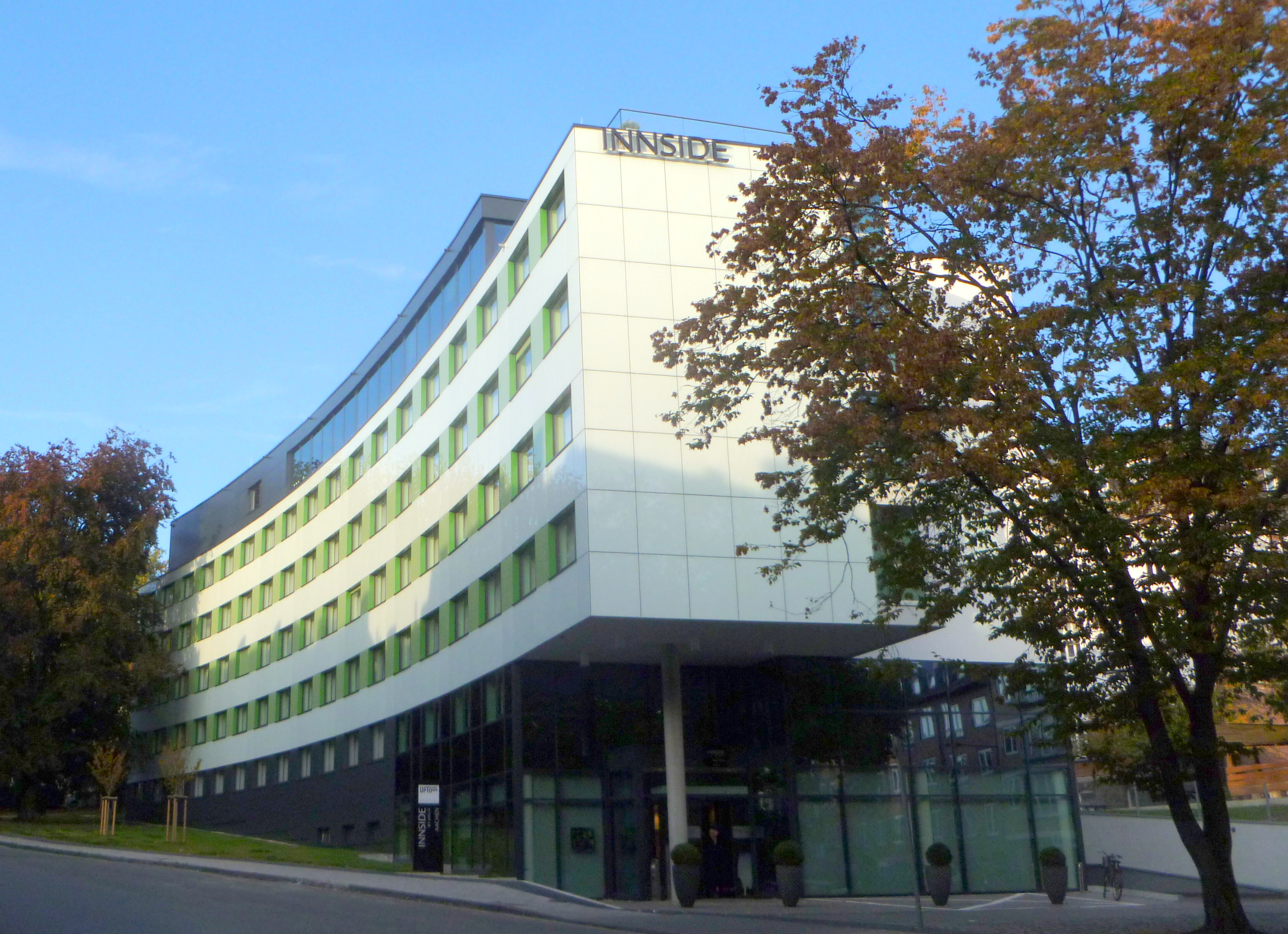
Hotel am Sandkaulpark

Der Sandkaulpark ist nach dem Elisengarten der zweitgrößte Park innerhalb des Aachener Alleenrings. Er wurde als eine der wenigen innerstädtischen Flächen durch die sog. Fluchtlinienbegradigung nach dem Krieg in Aachen angelegt. Die damalige, größtenteils bombengeschädigte Wohnbebauung wurde niedergelegt. Der Park liegt innerhalb des Denkmalbereiches der Schutzzone B.

## Geschichte
Eines der vorrangigen Ziele der Fluchtlinienbegradigung in diesem stark zerstörten Wohngebiet war die Schaffung einer Sichtachse zwischen dem Kurgebiet Monheimsallee mit dem Neuen Kurhaus und dem Aachener Dom und dem Rathaus. Um dem Weltkulturerbe Aachener Dom und Pfalzanlage Karls des Großen einen architektonisch entsprechenden Rahmen zu verleihen, wurde von der Stadt Aachen angeregt, eine Pufferzone in der Denkmalschutzsatzung um das Weltkulturerbe zu errichten, wobei der Sandkaulpark ein Teil dieser Denkmalschutzzone darstellt.
Im Sandkaulpark befand sich ein ungenutzter aber intakter Hochbunker aus dem Zweiten Weltkrieg, der im April 1941 errichtet wurde. Eine Wand des Bunkers wurde im Jahr 2001 im Rahmen des von der UNESCO unterstützten Programms „Mural Global“ als eine Gemeinschaftsarbeit von südafrikanischen und deutschen Künstlern gemeinsam gestaltet. Grünflächen wie der Sandkaulpark oder der Elisengarten leisten in dem hochgradig versiegelten innenstädtischem Raum Aachens einen wichtigen Beitrag zur Verbesserung des Stadtklimas und von Lärmimmissionen.

## Hotel im Sandkaulpark
Nachdem der Rat der Stadt Aachen nach jahrelangem Streit den Bebauungsplan für die Umgestaltung des Sandkaulparks beschlossen hatte, rückten im Jahr 2013 die Bagger an, um den alten Weltkriegsbunker niederzulegen. An seiner Stelle wurde ein Vier-Sterne-Hotel mit Tiefgarage erbaut, dessen Eröffnung am 2. Mai 2016 stattfand. Dabei wurde gemäß einem Baumgutachten ein Großteil der vorhandenen Grünanlage, im Besonderen die markante Blutbuche und die Platanen, gerettet und in das Areal integriert. Die Planungen wurden von Anfang an von der im Jahr 2002 gegründeten Bürgerinitiative Sandkaulpark e. V. kritisch begleitet, die jedoch den Abriss des Bunkers und den Neubau des Hotels nicht verhindern konnte.